# Shot (singel)
Shot – trzeci singel, z szóstego albumu fińskiego zespołu The Rasmus – Hide from the Sun.

## Lista utworów
1. „Shot”
2. „Keep Your Heart Broken” [live]
3. „Shot” [live]
4. „Open My Eyes” [acoustic]
5. „The Rasmus Software Player with exclusive photos and links to video and „making of”

## Pozycje na listach
| Lista przebojów | Najwyższa pozycja |
| --------------- | ----------------- |
| Austria         | 49                |
| Finlandia       | 6                 |
| Niemcy          | 46                |
| Izrael          | 8                 |